# کریستین ساکویتس
کریستین ساکویتس (انگلیسی: Christian Sackewitz؛ زادهٔ ۱۱ دسامبر ۱۹۵۵) بازیکن فوتبال اهل آلمان است.
از باشگاه‌هایی که در آن بازی کرده‌است می‌توان به باشگاه فوتبال آرمینیا بیله‌فلد، باشگاه فوتبال اوردینگن ۰۵، باشگاه فوتبال بایر ۰۴ لورکوزن، باشگاه فوتبال هرتابرلین، و باشگاه فوتبال آینتراخت برانشوایگ اشاره کرد.